# Rockow
Rockow ist ein Ortsteil von Möllenhagen und gehört damit zum Amt Penzliner Land (Mecklenburg-Vorpommern). Es liegt an der B 192, ca. 15 km östlich von Waren (Müritz) an einem kleinen See.
Rockow wurde erstmals 1573 erwähnt. Als Meierei gehörte der Ort damals zu Klein Plasten. Rockow wurde um 1800 als ein eigenständiges Gut von Carl Friedrich Sponholz bewirtschaftet. In den Jahren 1812 bis 1817 bewirtschaftete das Gut ein Verwandter des Feldmarschalls Gebhard Leberecht von Blücher. Von 1823 bis 1840 war das Gut im Besitz von J. Meincke. Bis 1937 wechselten die Besitzer häufiger. Der letzte Besitzer Paul Sturbeck wurde 1945 im Rahmen der Bodenreform enteignet.
Durch seine Lage am Rand des Müritz-Nationalparks ist Rockow ein beliebter Ferienort. Kirchlich gehört Rockow nach wie vor zu Klein Plasten.